# 清水信
清水 信（しみず しん、本名の読み：しみず まこと〈漢字表記は同じ〉、1920年11月20日 - 2017年2月7日）は、日本の文芸評論家。。

## 人物・経歴
長野県出身。明治大学専門部文科（文芸科）卒。大学時代には評論家・小林秀雄の講義を受講した。卒業後、外務省事務官として北京の日本大使館に勤務。この間、中薗英助らと文芸同人誌『燕京文学』を創刊。また、最初の評論集『日曜手帳』(北京書房刊)を刊行。
戦後になると、三重県鈴鹿市で中学校の国語科教諭を務める傍ら、評論活動を続けた。「読みたい文学は、自分たちの手で書く。その発表の方法も、自分たちで作る」という信念のもと、1949年に仲間4人で同人誌『北斗』を創刊主宰。『北斗』は現在も刊行されている。後に中部ペンクラブ顧問、三重文学協会会長などを務め、全国同人雑誌センターを主宰。また、斎藤緑雨賞の設立に尽力した。
1962年（昭和37年）、文芸雑誌『近代文学』に連載した「現代作家論－当世文人気質」で当時、評論部門の芥川賞とされた第3回「近代文学賞」を受賞。以降芥川賞や直木賞、織田作之助賞をはじめ数々の文学賞の選考委員や予備選考委員を歴任した。新聞や雑誌の文芸評論、講演などでも活躍。2007年（平成19年）に第60回中日文化賞を受賞。2008年（平成20年度）には三重県県民功労者賞を受賞した。
2017年2月7日、急性心筋梗塞のため死去。96歳没。

## 受賞歴
- 1962年 第3回 近代文学賞 （「現代作家論－当世文人気質」）
- 2007年 第60回 中日文化賞（「中部圏を中心とした文学活動への貢献」を顕彰して）
- 2008年 三重県県民功労者賞

## 著書
- 『日曜手帳』(北京書房、?年)
- 『作家と女性たち』（現文社、1967年）
- 『作家と女性の間』（現文社、1967年）
- 『魅力ある作家たち : 当世文人気質』（沖積舎、1982年8月）
- 『清水信文学選』（全101巻、私家版（いとう書店発行））
- 『青井奈津コレクション』（私家版（葦工房、いとう書店発行））

## 創刊・刊行同人誌
- 『北斗』（名古屋市にて、1949年 - ）
- 『吉本嘉・追悼文集』（清水信 / 編、吉本嘉全集刊行会、	『北斗』・『葉』別冊、1958年）
- 『父』（北斗工房、1964年）
- 『XYZ : 文芸アンソロジー』（四日市文章集団XYZ、1996年4月 - 2015年7月）
- 『P ： 文芸同人誌』（四日市市にて、2016年5月 - ）